# Hector (micro-ordinateur)
Pour les articles homonymes, voir Hector (homonymie).
Hector (ou Victor Lambda) est un micro-ordinateur produit en France au debut des années 1980.

## Histoire
En janvier 1980, Michel Henric-Coll fonde la société qui va importer en France l'ordinateur qui s'appellera plus tard Victor.
La société Lambda systems basée à Toulouse, fait faillite en juillet 1981, juste après Interact (basée en Californie) qui produisait l'ordinateur du même nom.
Dès décembre 1981, Micronique, société basée dans le sud parisien qui produit des composants électroniques, acquiert les droits sur le Victor Lambda (ex-Interact).
En 1982, Victor Lambda diffusion, filiale créée pour l'occasion, distribue le Victor Lambda.
Les premières machines construites aux États-Unis ne sont pas une réussite, et les modèles suivants seront, eux, conçus et produits en France au siège de la société Micronique. La société utilise le slogan L'ordinateur personnel français.
En 1983, les Victor deviennent des Hector pour éviter la confusion avec les machines de la société californienne Victor Technologies, ex-Sirius Systems Technology.

## Les modèles
- Interact Home Computer (en)[1], également appelé The Interact Family Computer[2].
- Victor Lambda 2
- Victor 2HR
- Hector 1
- Hector 2HR
- Hector 2HR+
- Hector HRX
- Hector MX [3]

## Périphérique DISK II
Le Disk II est un double lecteur de disquettes 5 pouces 1/4 externe comprenant un processeur dédié, le processeur du Hector gérant l'écran, le clavier et l'imprimante, le processeur de l'unité de disquettes faisant tourner les programmes CP/M et gérant les disquettes.
La communication avait lieu via le port parallèle bi-directionnel.

## Langages de programmation
Le langage de programmation n'est pas disponible en mémoire morte mais chargé au démarrage depuis le lecteur de bandes magnétiques. Cela permet de distribuer plusieurs langages et réserve plus de mémoire vive pour les applications.
BASIC 80, Pascal MT+, Cobol 80, Fortran 77, forth, assembleur.

## Les applications courantes
Wordstar, Multiplan, et de nombreux petits jeux.